# Liste der Biografien/Forw
Liste der Biografien |
Portal Biografien |
Personensuche
# |
A |
B |
C |
D |
E |
F |
G |
H |
I |
J |
K |
L |
M |
N |
O |
P |
Q |
R |
S |
T |
U |
V |
W |
X |
Y |
Z |
?
 
Fa |
Fe |
Ff |
Fh |
Fi |
Fj |
Fk |
Fl |
Fm |
Fn |
Fo |
Fr |
Ft |
Fu |
Fy
 
Foa |
Fob |
Foc |
Fod |
Foe |
Fof |
Fog |
Foh |
Foi |
Foj |
Fok |
Fol |
Fom |
Fon |
Foo |
Fop |
For |
Fos |
Fot |
Fou |
Fov |
Fow |
Fox |
Foy |
Foz
 
Fora |
Forb |
Forc |
Ford |
Fore |
Forf |
Forg |
Fori |
Forj |
Fork |
Forl |
Form |
Forn |
Foro |
Forq |
Forr |
Fors |
Fort |
Foru |
Forw |
Fory |
Forz
Die Liste der Biografien führt alle Personen auf, die in der deutschsprachigen Wikipedia einen Artikel haben. Dieses ist eine Teilliste mit 8 Einträgen von Personen, deren Namen mit den Buchstaben „Forw“ beginnt.

## Forw

### Forwa
- Forward, Chauncey (1793–1839), US-amerikanischer Politiker
- Forward, Johnny (* 1986), kanadischer Biathlet
- Forward, Robert L. (1932–2002), US-amerikanischer Physiker und Science-Fiction-Autor
- Forward, Walter (1786–1852), US-amerikanischer Politiker

### Forwe
- Forwerk, Ludwig (1816–1875), deutscher römisch-katholischer Geistlicher, Administrator der katholischen Jurisdiktionsbezirke in Sachsen, Titularbischof, Apostolischer Vikar

### Forwo
- Forwood, Anthony (1915–1988), britischer Schauspieler
- Forwood, Gareth (1945–2007), britischer Schauspieler
- Forwood, Jennifer, 11. Baroness Arlington (* 1939), britische Peeress und Politikerin